# Silke Bauer
Silke Bauer (geboren 1982) ist eine deutsche Bühnenbildnerin.

## Leben und Werk
Silke Bauer absolvierte eine Lehre als Bühnenplastikerin an der Deutschen Oper Berlin. 2006 schloss sie mit Auszeichnung ab, als Jahrgangsbeste bundesweit. Danach studierte sie Bühnenbild in der Klasse von Hartmut Meyer an der Universität der Künste Berlin. Parallel dazu gestaltete sie bereits selbständig Bühnen- und Kostümbilder im Bereich Schauspiel und für Performance-Projekte. Dem Theaterdiscounter Berlin gehört sie seit 2007 als Ensemblemitglied an.
Im Sprechtheater war sie im gesamten deutschen Sprachraum tätig, beispielsweise im Hebbel am Ufer und am Deutschen Theater Berlin, am Schauspielhaus Wien, am Theater Chur und am Schlachthaus Bern.
Sie arbeitete mit dem Kollektiv Rimini Protokoll zusammen, mit dem Bühnenbildner Christof Hetzer, mit den Regisseuren Beate Baron, Achim Lenz und Marco Arturo Marelli. Mit Rimini Protokoll gastierte sie im Jahr 2013 beim Festival d’Avignon. Für die Stefan-Herheim-Inszenierung von Hoffmanns Erzählungen bei den Bregenzer Festspielen 2015 übernahm sie die Bühnenbild-Assistenz. Sie arbeitete weiters an der Deutschen Oper Berlin, der Hamburgischen Staatsoper, der Oper Graz und der Wiener Staatsoper.
Im Bereich Film ist Silke Bauer regelmäßig im Studio Babelsberg als Set Dresser und Standby Prop für Filmproduktionen tätig – beispielsweise für Inglourious Basterds, Homeland und The Monuments Men.
Seit einigen Jahren arbeitet sie mit dem Autor Jörg Albrecht und dem Regisseur Steffen Klewar, die das Theaterkollektiv copy & waste bilden, zusammen. Sie gestaltete den Raum für die Uraufführung My love was a ghost. And your love, your love was leaving this rotten town von Jörg Albrecht am Schauspiel Leipzig und am Staatstheater Darmstadt. Steffen Klewar verpflichtete sie für Bühne und Kostüme der Uraufführung von Till Müller-Klugs Der Minusmensch in der Spielzeit 2016/17 am Schauspiel Leipzig. Stefan Herheim engagierte sie als Co-Bühnenbildnerin für seine Neuinszenierung von Richard Wagners Ring des Nibelungen an der Deutschen Oper Berlin. Der Zyklus wurde Ende September 2020 mit einer umstrittenen und auch bejubelten Premiere der Walküre eröffnet.